# Sidestepper
Sidestepper es un grupo musical formado en Bogotá, Colombia, caracterizado por fusionar elementos de la música antillana y colombiana con música electrónica. Ha sido parte importante de la escena musical latinoamericana revolucionando los sonidos tradicionales de la región al mezclarlos con vanguardias sonoras. Su mezcla particular incluye un poco de dub, drum and bass, dancehall y el ingrediente base: la música colombiana.  
El grupo, liderado por el productor inglés Richard Blair, ha transformado el dance music con su particular fusión, inspirando a toda la nueva generación de científicos del beat e iniciando la nueva ola de la música electro-acústica en Colombia desde 1997. 
Sidestepper ha grabado discos para el sello Palm Pictures de Chris Blackwell, Sony Music Colombia y recientemente Real World Records de Peter Gabriel. Entre sus filas ha tenido a importantes músicos como el compositor y cantante Iván Benavides (quien fuera la otra mitad de Sidestepper durante una década), Sergio Arias Amaya (Cabuya y  Malalma),Andrea Echeverri (Aterciopelados), Jimena Ángel, Liliana Montes, Gloria “Goyo” Martínez (Choquibtown), Humberto Pernett, Jacobo Veléz (La Mambanegra) y Kike Egurrola (Bomba Estéreo).

## Historia
A principios de los años 90 Richard Blair era un productor en ascenso en los estudios de Peter Gabriel en Inglaterra, Real World Studios, donde tuvo la oportunidad de trabajar como ingeniero de sonido junto a productores y artistas importantes de la talla de Daniel Lanois (Bob Dylan, U2), Brian Eno, Sinead O Connor, John Paul Jones (Led Zeppelin) y Nusrat Fateh Ali Khan. 
En 1992, el destino y Totó La Momposina, con quien tuvo la oportunidad de trabajar en Inglaterra, lo llevaron a Colombia, donde no pretendía quedarse más que unos meses. Luego de radicarse en Colombia, Blair se dio a conocer como productor de artistas como Carlos Vives, Totó la Momposina, Aterciopelados y Estados Alterados. De esta experiencia y del contacto con los sonidos urbanos colombianos nació Sidestepper, un proyecto que inicialmente planteaba la fusión de los ritmos de la salsa con el drum and bass. Con esta nueva propuesta presentó a finales de los años 90 los álbumes Southern Star (editado por el sello inglés Deep South) y Logozo.
Sin embargo, Sidestepper se dio a conocer de forma definitiva en los medios con el álbum More Grip (2000), álbum que tiene influencias mucho más diversas que sus trabajos anteriores. Este trabajo incluía una de las canciones que más se popularizó Hoy tenemos, mañana no sabemos en la que es coautor e intérprete Sergio Arias Amaya ( Cabuya y Malalma) y Andrea Echeverri Aterciopelados, otro tema como Linda Manigua, también interpretada por Andrea Echeverri Aterciopelados. Tres años después presentaron el trabajo 3AM: In Beats We Trust (grabado en Bogotá, La Habana y Londres), con el cual llegó su consagración definitiva gracias al impacto de los temas Más Papaya y Me gustas y a la realización de su primera gira por Europa.
En 2006 presentó su trabajo Continental, con influencias cada vez más colombianas, en Estados Unidos, México y de nuevo en Europa. Calificado, en palabras de Blair, como el más orgánico de sus trabajos al ser un disco "sin muestras de su época o moda".
Buena Vibra Sound System fue el sexto proyecto discográfico de Richard Blair con Sidestepper, lanzado en 2008. Tres años después presentaría 15: The Best of 1996-2011, álbum recopilatorio que incluiría Justicia como sencillo promocional, un tema grabado en 2009 en el que Blair se acompañaba de Teto Ocampo, Goyo (Chocquibtown) y Lía Samantha (Voodoo Souljah's). En noviembre de 2011, luego de un homenaje a la banda en los Premios Shock, el sencillo estuvo disponible para descarga gratuita en la red.
La banda incendiaria que Blair lidera hoy ha encantado audiencias alrededor del mundo, sus shows en vivo son de total entrega, alegres, intensos, sabrosos e inolvidables. De vuelta a los escenarios internacionales, Sidestepper ha tenido ya exitosas visitas alrededor de Europa, México, Argentina, Australia, Nueva Zelanda, Tailandia y Sudáfrica. Por más de 20 años han contagiado al mundo con su música pasando por escenarios como Coachella, Glastonbury, Roskilde, WOMAD, Estéreo Picnic y el Hollywood Bowl. Han realizado extensas giras por Norteamérica, Sur América, el Reino Unido y Europa.
Actualmente se encuentran promocionando su nuevo álbum Supernatural Love (Real World Records 2016) con el cual han cautivado al público colombiano y a la crítica internacional. Este nuevo trabajo discográfico sorprende con su innovación en la mezcla de sonidos de todo el mundo, explorando las tradiciones africanas, country, rock, soul, y por supuesto las colombianas como la cumbia y el bullerengue.

## Integrantes
Junto a Richard Blair, numerosos músicos y cantantes han sido parte de Sidestepper. En su mayoría no han sido integrantes permanentes del grupo, sin embargo han aportado significativamente a la evolución de su propuesta musical. Dichos músicos también han participado subsecuentemente en otros proyectos de fusión de sonidos contemporáneos con música colombiana. 
Entre algunos de los integrantes que se destacan se encuentran Iván Benavides y Teto Ocampo (vinculados a la banda de Carlos Vives y anteriormente al grupo Bloque de Búsqueda); Sergio Arias Amaya (líder, compositor, cantante , tambora y teclados) Cabuya y Malalma; Janio Coronado (exintegrante de la orquesta Alquimia); Goyo (vocalista de Chocquibtown); Humberto Pernett (quien también ha desarrollado una carrera solista); Kike Egurrola (quien también ha hecho parte de Bomba Estéreo); la folclorista Liliana Montes y la cantante Ximena Ángel.

## Discografía
- Southern Star (Independiente, 1997)
- Logozo (EP) (MTM, 1998)
- More Grip (MTM, 2000)
- 3AM: In Beats We Trust (Palm Pictures, 2003)
- Continental (Sony BMG, 2006)
- Buena Vibra Sound System (Independiente, 2008)
- 15: The Best of 1996-2011 (Polen, 2011)
- Supernatural Love (2016)